# Walter Stummer
Walter Stummer (* 19. April 1964 in Düsseldorf) ist ein deutscher Neurochirurg und Direktor der Klinik für Neurochirurgie am Universitätsklinikum Münster.

## Leben
Stummer studierte in München Medizin und promovierte am Institut für Chirurgische Forschung am Klinikum Großhadern. 1995 ging seine fluoreszenz-gestützte Resektion in die erste Untersuchung, 2008 wurde sie offiziell zugelassen. 
Stummer war bis 2009 an der Universitätsklinik Düsseldorf tätig. Die Klinik am Universitätsklinikum Münster übernahm er Anfang Oktober 2009. 2016 wurde er Präsident der Deutschen Gesellschaft für Neurochirurgie (DGNC). Seine besonderen Schwerpunkte liegen in der Behandlung von Hirntumoren und der vaskulären Neurochirurgie. 
Im Jahr 2024 erhielt er den Olivecrona-Award, die höchste wissenschaftliche Ehre, die Neurochirurgen zuteilwerden kann.

## Klinische Schwerpunkte
- Adulte und pädiatrische Neuro-Onkologie
- Vaskuläre Neurochirurgie
- Seltene Erkrankungen (Neurofibromatose, Von-Hippel-Lindau-Syndrom)
- Epilepsiechirurgie
- Schädelbasischirurgie

## Wissenschaftlicher Schwerpunkt
- Chirurgische Onkologie, Schädelbasischirurgie

## Besondere Leistungen
- Entwicklung und Zulassen von Gliolan (5-ALA) für die fluoreszenzgestützte Chirurgie von Gliomen 2007
- FDA Zulassung von Gliolan (5-ALA) für die fluoreszenzgestützte Chirurgie von Gliomen 2017

## Mitgliedschaften und Tätigkeiten
- Mitglied DGNC 2000
- Mitglied NCAFW der DGNC seit 2003
- Sprecher, Sektion Neuroonkologie der DGNC, 2003–2009
- Vize-Sprecher der Neuroonkologischen Arbeitsgruppe (NOA) der Deutschen Krebsgesellschaft 2009–2011
- Mitglied der EORTC Tumor Group seit 2011
- Sprecher  der Neuroonkologischen Arbeitsgruppe der Deutschen Krebsgesellschaft 2011–2014
- Ernennung in die Deutsche Akademie für Neurochirurgie (DANC) 2011
- Vize-Präsidenten Deutschen Gesellschaft für Neurochirurgie 2014–2016
- Präsident der Deutschen Gesellschaft für Neurochirurgie 2016–2018
- Mitglied des Fachkollegiums 209 Neurowissenschaften der DFG 2020–2024

## Auszeichnungen und Ehrungen
- American Association of Neurosurgery/Congress of Neurological Surgeons Joint Tumor Section's Young Clinical Investigators Award, presented at the 59th annual meeting of the American Association of Neurological Surgeons, New Orleans, 1999
- Großhadern Research Award: Erster Platz für den Vortrag "Fluorescence-guided detection of malignant gliomas utilizing 5-ALA-induced prophyrins – Experience in 66 consecutive patients”, 1999
- Tönnis-Stipendium der DGNC, Halle, 2002
- American Association of Neurosurgery/Congress of Neurological Surgeons Joint Tumor Section's Journal of Neuro-Oncology Award, presented at the 65th annual meeting of the American Association of Neurological Surgeons, New Orleans, 2005
- World Federation of Neurosurgery Young Neurosurgeon’s Award, presented at the XIII International Congress of Neurological Surgery, Marrakesh, 2005
- Ehrenprofessur, Harbin Medical University, China, 2005
- Sybille Assmus Forschungspreis 2006, Neuroonkologische Arbeitsgruppe NOA 2006
- Focus Liste Hirntumorchirurgen. Focus Nr. 46, 12. November 2007. S. 164
- Focus Liste Hirntumorchirurgen 2007 bis heute
- Focus Liste Schmerztherapie, Wirbelsäulenchirurgie seit 2023
- Visiting Professor, Department of Neurosurgery, University of Dartmouth Medical School, Dartmouth, MA, USA, 2008
- 2006  Korrespondierendes Mitglied Sociedad de Neurocirugía de Levante, Spanien
- 2010 Michael Gruson Memorial Lecturer in Neurooncology, Weill Cornell Medical College New York
- Snellman Lecturer der Finnischen Gesellschaft für  Neurochirurgie, 2011
- 2015 Visiting Professor; Universität Zürich
- 2019 Ehrendoktorwürde University of Mashad
- 2019 Visiting Professor, Universität von British Columbia
- 2020 Virtual Visiting Professor, University of Texas 2020
- Focus Liste der besten Hirntumorärzte seit 2007
- Stern Liste der besten Hirntumorärzte seit 2021
- 2023 Virtual Visiting Professor University of Florida
- 2024 Olivecrona Preis des Karolinska-Instituts Stockholm
- 2024 President elect Deutsche Akademie für Neurochirurgie/German Academy for Neurosurgery (DANC/GANS)